# Rio Verde (Arizona)
Rio Verde és una concentració de població designada pel cens dels Estats Units a l'estat d'Arizona. Segons el cens del 2000 tenia 1.419 habitants.

## Demografia
Segons el cens del 2000, Rio Verde tenia 1.419 habitants, 761 habitatges, i 634 famílies La densitat de població era de 101,1 habitants/km².
Dels 761 habitatges en un 0,1% hi vivien nens de menys de 18 anys, en un 82,8% hi vivien parelles casades, en un 0,4% dones solteres, i en un 16,6% no eren unitats familiars. En el 15,5% dels habitatges hi vivien persones soles el 13% de les quals corresponia a persones de 65 anys o més que vivien soles. El nombre mitjà de persones vivint en cada habitatge era d'1,86 i el nombre mitjà de persones que vivien en cada família era de 2,02.
Per edats la població es repartia de la següent manera: un 0,1% tenia menys de 18 anys, un 0,1% entre 18 i 24, un 1,3% entre 25 i 44, un 36,1% de 45 a 60 i un 62,4% 65 anys o més.
L'edat mediana era de 69 anys. Per cada 100 dones de 18 o més anys hi havia 91,9 homes.
La renda mediana per habitatge era de 86.248 $ i la renda mediana per família de 96.909 $. Els homes tenien una renda mediana de 93.859 $ mentre que les dones 60.357 $. La renda per capita de la població era de 58.783 $. Cap de les famílies i l'1,7% de la població estaven per davall del llindar de pobresa.

## Poblacions més properes
El següent diagrama mostra les poblacions més properes.